# Bernardo Rossellino

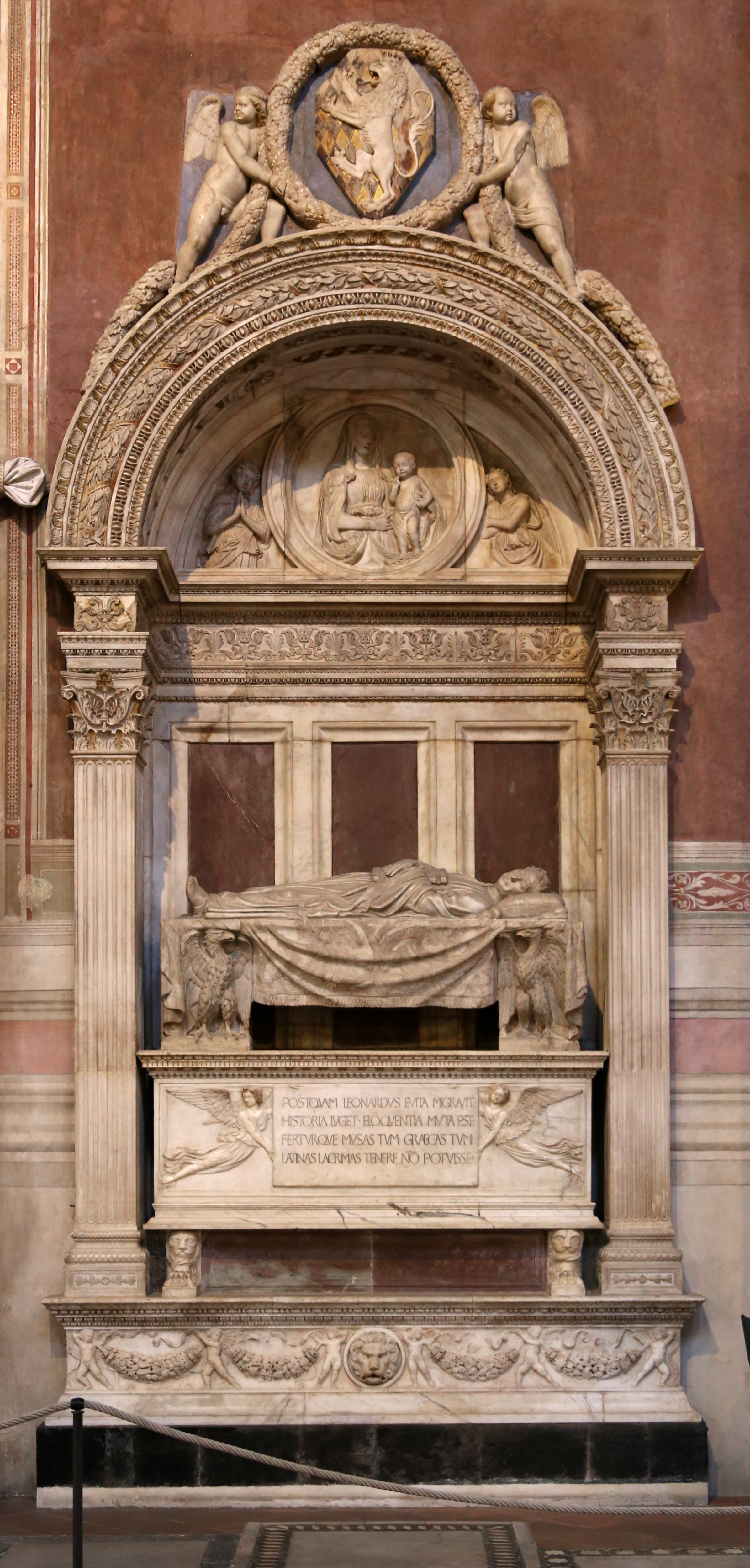
Bernardo Rossellino, Grabmal des Leonardo Bruni, 1444, Marmor und Rosso di Maremma, Kirche Santa Croce, Florenz

Bernardo Rossellino, eigentlich Bernardo di Matteo Gamberelli (* zwischen 1407 und 1410 wahrscheinlich in Settignano; † September 1464 in Florenz) war ein vor allem in Florenz, Rom und Pienza tätiger Bildhauer und Baumeister der Renaissance.

## Leben und Werke
Bernardo kam wie sein jüngerer Bruder Antonio Rossellino (1427/28–1479) und ihr Vater Matteo di Domenico del Borra aus einer Familie von Steinmetzen aus Settignano, einem Ort nordwestlich von Florenz, wo sich bekannte Steinbrüche befanden. Weder sein genaues Geburtsjahr noch sein Geburtsort sind überliefert. Bernardo war der zweite von vier Söhnen, die alle als Steinmetze tätig waren. Bereits im Alter von sieben Jahren wurde er bei einem unbekannt gebliebenen Meister in die Lehre nach Florenz geschickt. Aus seinen ersten Arbeiten lassen sich Einflüsse des Bildhauers Lorenzo Ghiberti erkennen. Beeinflusst wurde er aber auch von den Arbeiten des Donatello und von zeitgenössischen florentinischen Architekten.
Von 1434 bis 1435 bearbeitete er in Arezzo eine Figurengruppe für die Fassade des Palazzo della Fraternita della Misericordia. Zwischen 1444 und 1450 (vielleicht aber auch erst 1455 nach seiner Rückkehr aus Rom) arbeitete Bernardo im Auftrag der Stadt Florenz am Wandgrabmal des Florentiner Kanzlers Leonardo Bruni für die Franziskanerkirche Santa Croce.

### Rom
Ab 1. Dezember 1451 arbeitete Bernardo Rossellino im Auftrag von Papst Nikolaus V. Parentucelli an der alten Peterskirche, für die einen umfassenden Plan zur Neugestaltung entwarf, und am päpstlichen Palast auf dem Vatikan. Möglicherweise war er dem Papst von Leon Battista Alberti empfohlen worden.

### Florenz

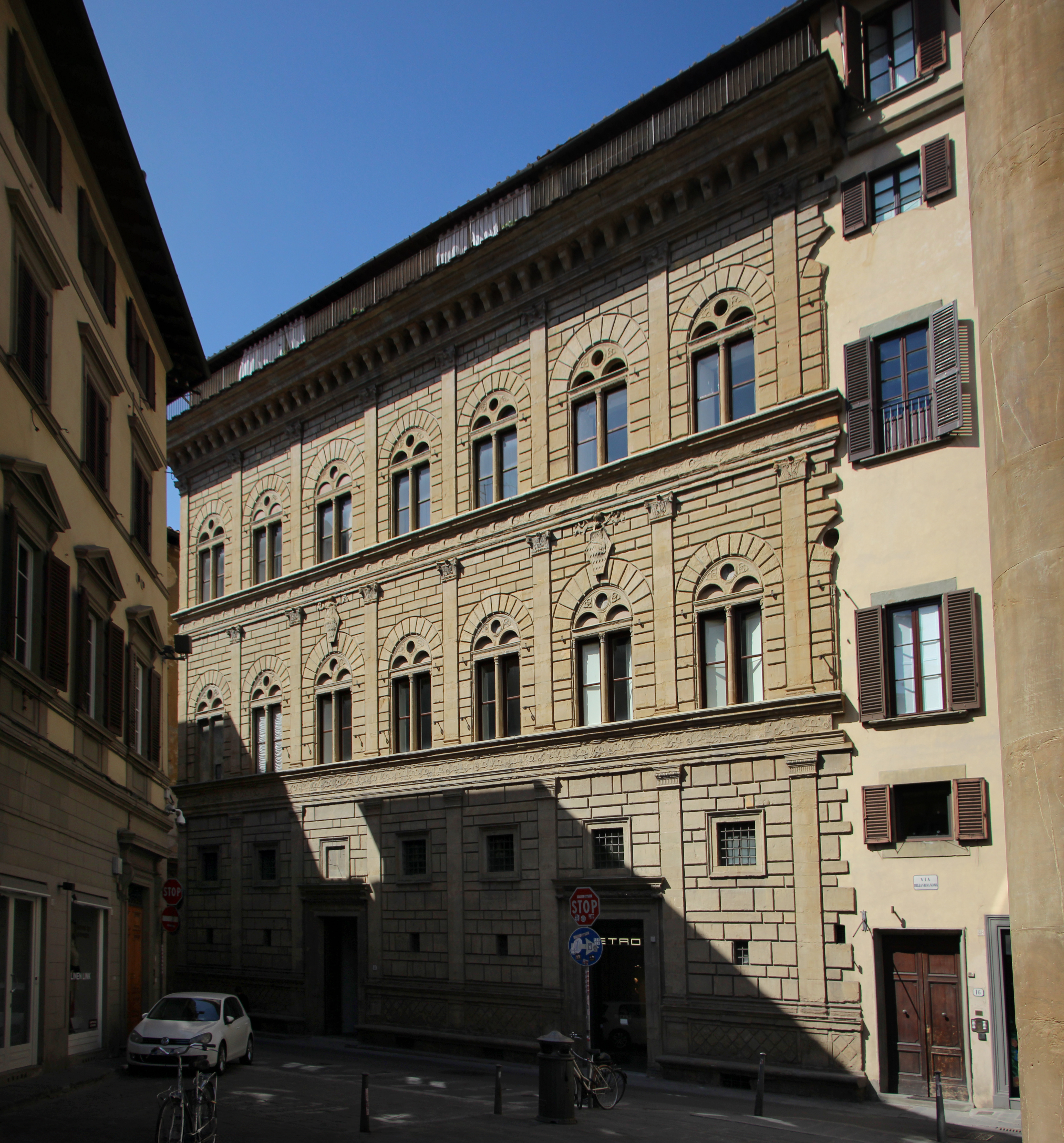
Palazzo Rucellai, Fassade, ca. 1455(?)–1460er Jahre, Pietra forte, Florenz

Nach seiner Rückkehr nach Florenz stand er ab 1461 der Dombauhütte (Opera del Duomo) vor. Als Baumeister war Bernardo nachweislich am Umbau des Palazzo Rucellai (1446–1451) und der Haustein-Verblendung des Gebäudes mit einer von ihm selbst oder – nach Auffassung Giorgio Vasaris (Vita des Leon Battista Alberti, 1550) – von Leon Battista Albertis entworfenen Fassadengestaltung beteiligt.

### Pienza

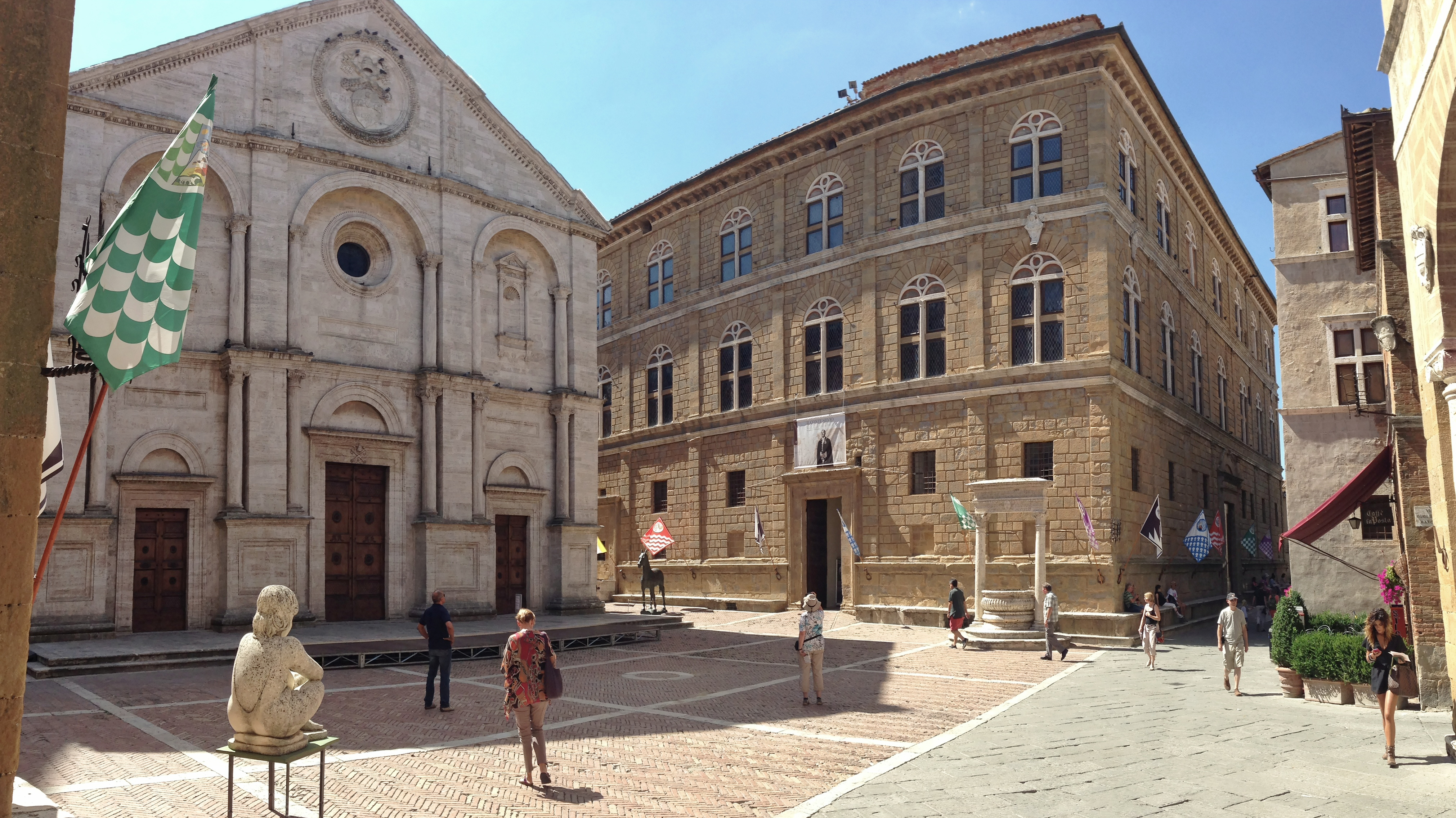
Palazzo Piccolomini und Kirche S. Maria Assunta, 1460er Jahre, Pienza

Von 1460 bis zu seinem Tod leitete Bernardo den Ausbau der südlich von Siena gelegenen Siedlung Corsignano zur Residenzstadt des Papstes Pius II. Piccolomini (1458–1464), die nach ihm den Namen Pienza erhielt. Das Projekt folgte den städtebaulichen Idealen dieser Jahre und sollte im Sinne seines humanistisch gebildeten Initiators und Finanziers Pius II. Piccolomini die Vorstellungen von einem wohlgeordneten Gemeinwesen ins Bild setzen.
Zu Bernardos wichtigsten Bauwerken in Pienza gehören der Palazzo Piccolomini, die Kirche S. Maria Assunta und das städtische Rathaus (Palazzo Comunale). Die enge Verwandtschaft zwischen der Fassadengestaltung des Palazzo Piccolomini und des Palazzo Rucellai sorgte in der kunstwissenschaftlichen Forschung (Charles R. Mack, Francis W. Kent, Brenda Preyer, Elisabeth Heil) für intensive Diskussionen über die Zuschreibung und Datierung des Florentiner Palastes.
Viele der unter Bernardo Rossellinos Leitung neu errichteten bzw. äußerlich neugestalteten Gebäude erhielten Sgraffito-Dekorationen; etwa fünfzehn Fassaden des 15. Jahrhunderts haben sich erhalten.